# Agrilus nevermanni
Agrilus nevermanni es una especie de insecto del género Agrilus, familia Buprestidae, orden Coleoptera.
Fue descrita científicamente por Fisher, en 1929.